# ناوشکن کلاس سالداتی
دیسترویر کلاس سالداتی (به انگلیسی: Soldati-class destroyer) یک کلاس از کشتی است که طول آن ۱۰۶٫۷ متر (۳۵۰ فوت ۱ اینچ) می‌باشد.